# سعيد الزهراني (لاعب كرة قدم مواليد 1992)
سعيد عبد الله الزهراني لاعب كرة قدم سعودي محترف ، يلعب في خط الهجوم .

## مسيرة اللاعب
كانت بداياته مع نادي الوحدة و لعب بعدها مع نادي الفيحاء ونادي الكوكب ونادي الرياض ونادي الصفا ونادي الشرق.